# Cissy Houston
Cissy Houston, rodným jménem Emily Drinkard, (20. září 1933 Newark, New Jersey, USA – 7. října 2024 tamtéž) byla americká soulová zpěvačka. Začínala jako sboristka v kapelách Elvise Presleyho a Arethy Franklinové. Od konce šedesátých let vydávala vlastní alba. Jako doprovodná zpěvačka se podílela na albech mnoha dalších interpretů, mezi které patří Paul Simon, Jimi Hendrix, Van Morrison nebo David Bowie. Je držitelkou dvou cen Grammy. Její dcerou byla zpěvačka Whitney Houston, neteřemi zpěvačky Dionne Warwick a Dee Dee Warwick a sestřenicí zpěvačka Leontyne Price.